# 하이코 게르버
하이코 게르버(독일어: Heiko Gerber, 1972년 7월 11일 ~ )는 독일의 은퇴한 축구 선수이다. 그는 1999년 FIFA 컨페더레이션스컵 당시 독일 축구 국가대표팀 일원으로 참가하였다.

## 수상
- 푸스발-분데스리가
  - 우승: 2006-07
  - 준우승: 2002-03
- DFB-포칼 준우승: 2002-03
- DFB-리가포칼 준우승: 2005